# Henk Boeve
Henk Boeve (Nijverdal, 25 augustus 1957) is een Nederlands voormalig wielrenner.

## Wielerloopbaan
Boeve was als amateur een sterk tijdrijder. In 1985 won hij de Ronde van Drenthe. Hij reed één keer, in 1986, mee in de Tour de France. In de derde etappe eindigde hij nipt als tweede. Pas na het bestuderen van de finishfoto bleek dat de Amerikaan Davis Phinney met minimaal verschil Boeve naar de tweede plaats had verwezen.
Hij keerde in 1987 terug naar de amateurs, waar hij nog enkele jaren met succes koerste.

## Belangrijkste overwinningen
1985
- Ronde van Drenthe

## Grote rondes
Eindklasseringen in grote rondes, met tussen haakjes het aantal etappeoverwinningen.
| Jaar | Ronde van Italië | Ronde van Frankrijk | Ronde van Spanje |
| ---- | ---------------- | ------------------- | ---------------- |
| 1986 |                  | opgave              | 63e              |
| 1987 |                  |                     | opgave           |